# Démographie de la Roumanie
Selon le recensement de 2011, la Roumanie compte 20 121 641 habitants. Le pays, qui connait un lent déclin démographique, est en majorité habité par des roumanophones (88,9 %); les minorités hongroise et rom représentent respectivement 6,5 % et 3,3 % de la population. En 2016, se basant sur des données excluant les citoyens expatriés, Eurostat estime la population de la Roumanie à 19 759 968, alors que la CIA, se basant sur des données différentes qui intègrent les résidents non-citoyens (principalement des citoyens Moldaves) y compte 21 599 736 habitants.

## Historique démographique
Sources
En Roumanie l'implantation humaine date du paléolithique, mais, en dehors des piémonts des montagnes et des vallées des principaux cours d'eau (voir géographie de la Roumanie), elle a été sporadique en raison du climat (périodes de sécheresse pluriannuelle) et d'invasions venues des steppes de l'est (peuples de cavaliers nomades). Les deux phénomènes sont d'ailleurs liés. La végétation aussi a évolué selon ces aléas : lors des périodes plus humides à peuplement sédentaire, les forêts (codri), les prés (pășuni) et les cultures (ogoare) progressaient, tandis que lors des périodes sèches à passage de peuples nomades, c'étaient les steppes à chardons, dont le Bărăgan est un exemple actuel. À chaque période sèche, les populations autochtones, à commencer par les Gétodaces et en continuant par les roumanophones actuels, se sont réfugiées sur les piémonts des Carpates (plus arrosés en raison de leur altitude), puis, les pluies revenues, ont repeuplé le pays en creusant des puits et en refondant des villages et des villes, tout en assimilant au passage les minorités installées lors des invasions.
L’avant-dernière grande invasion ayant dépeuplé le pays fut celle des Tatars/Mongols au XIIIe siècle, puis le repeuplement roumain s’est effectué au XIVe siècle à partir de la Transylvanie, conclu par l’unification des petits voïvodats en deux principautés danubiennes : la Moldavie et la Valachie, qui s’unirent à leur tour en 1859 pour former la Roumanie.
| Recensement | Population | Territoire           |
| ----------- | ---------- | -------------------- |
| 1859        | 3 864 000  | Valachie et Moldavie |
| 1877        | 4 500 000  | Valachie et Moldavie |
| 1914        | 7 771 600  | Valachie et Moldavie |
| 1930        | 18 052 896 | Grande Roumanie      |
| 1941        | 13 535 757 | Roumanie démembrée   |
| 1948        | 15 872 624 | Roumanie             |
| 1956        | 17 489 450 | Roumanie             |
| 1966        | 19 103 163 | Roumanie             |
| 1977        | 21 559 910 | Roumanie             |
| 1992        | 22 760 449 | Roumanie             |
| 2002        | 21 698 181 | Roumanie             |
| 2011        | 20 121 641 | Roumanie             |

Après la Seconde guerre mondiale, la Roumanie ne connaît ni « Libération » (dans le sens de « rétablissement de la démocratie ») ni retour de la prospérité, mais une nouvelle occupation durant 17 ans et une nouvelle dictature durant 45 ans, avec des difficultés économiques constantes qui n'empêchent pas une lourde industrialisation, une rapide urbanisation, les études plus longues et l'émancipation des femmes. En raison de ces diverses causes, il n'y a pas de baby-boom après guerre et la natalité décroit abruptement. Dans la population, la peur de l'avenir face au régime, contribue aussi à la diminution de la natalité, en Roumanie comme dans d'autres pays du bloc communiste.
Face à cette diminution, le président Nicolae Ceaușescu fait voter un décret interdisant l'avortement sur demande, en 1967. La natalité double, puis l'adaptation de la population la fait descendre lentement. Les générations nées en raison de ce décret s'appellent les « decretsels ».
À la libération de 1989, le décret est aboli. Malgré la démocratie, la confiance ne revient pas car en l'absence de tout équivalent du Plan Marshall, les responsables du régime précédent profitent de l'isolement et des dures conditions d'intégration posées par l'Union européenne (qui tarde durant 17 ans) pour se maintenir au pouvoir politique et économique. Par conséquent, la natalité en Roumanie (comme dans les autres pays de l'Europe de l'Est) devient inférieure à la mortalité : la population a chuté de 3,5 millions entre 1990 et 2019 à cause de l'émigration économique et de la natalité réduite.

## Indicateurs démographiques
- Pyramide des âges (estimations de 2014)[19] :
  - 0-14 ans : 14,6 % (homme 1 628 220 ; femmes 1 541 914)
  - 15-24 ans : 11,3 % (homme 1 258 746 ; femmes 1 197 681)
  - 25-54 ans : 45,7 % (homme 5 021 370 ; femmes 4 916 576)
  - 55-64 ans : 13 % (homme 1 320 781 ; femmes 1 508 878)
  - 65 ans et plus : 15,1 % (homme 1 346 864 ; femmes 1 988 841)
- Répartition entre villes et campagnes[20] :
  - population urbaine (municipalités et villes) - 55,2 %
  - espace rural (communes) - 44,8 %
- Taux de croissance de la population[19] : -0,29 % (estimation 2014)
- Espérance de vie[19] : 74,69, dont :
  - hommes : 71,23 ans
  - femmes : 78,36 ans
- Taux de natalité : 9,27 naissances/1000[19] (estimation 2014)
- Taux de mortalité : 11,88/1000[19] (estimation 2014) dont mortalité infantile : 10,16/1000[19] (estimation 2014)
- Taux de fécondité : 1,32 enfants par femme[19] (estimation 2014)
- Taux de migration : -0,24/1000[19] (estimation 2014)

## Ethnie
Le recensement ethnique en Roumanie est déclaratif et certaines communautés ethniques semblent sous-évaluées : c'est particulièrement le cas des Roms, nombreux à se déclarer Roumains pour ne pas être assimilés à des mendiants ou des « voleurs de poules ». Évalués entre 90 000 et 120 000 personnes, les Aroumains, pour leur part, sont officiellement comptés parmi les Roumains, même s'ils se déclarent « Aroumains ».
| Ethnie              | 2002       | 2002    | 2011       | 2011    |
| ------------------- | ---------- | ------- | ---------- | ------- |
| Roumains            | 19 399 597 | 89,47 % | 16 792 868 | 83,46 % |
| Hongrois            | 1 431 807  | 6,60 %  | 1 227 623  | 6,10 %  |
| Roms                | 535 140    | 2,46 %  | 621 573    | 3,09 %  |
| Ukrainiens          | 61 098     | 0,28 %  | 50 920     | 0,25 %  |
| Allemands           | 59 764     | 0,27 %  | 36 042     | 0,18 %  |
| Turcs               | 32 098     | 0,14 %  | 27 698     | 0,14 %  |
| Russes              | 35 791     | 0,16 %  | 23 487     | 0,12 %  |
| Tatars              | 23 935     | 0,11 %  | 20 282     | 0,10 %  |
| Serbes              | 22 561     | 0,10 %  | 18 076     | 0,09 %  |
| Slovaques           | 17 226     | 0,07 %  | 13 654     | 0,07 %  |
| Bulgares            | 8 503      | 0,03 %  | 7 336      | 0,04 %  |
| Croates             | 6 807      | 0,03 %  | 5 408      | 0,03 %  |
| Grecs               | 6 472      | 0,02 %  | 3 668      | 0,02 %  |
| Italiens            | 3 288      | 0,02 %  | 3 203      | 0,02 %  |
| Juifs               | 5 785      | 0,02 %  | 3 271      | 0,02 %  |
| Tchèques            | 3 941      | 0,01 %  | 2 477      | 0,01 %  |
| Polonais            | 3 559      | 0,01 %  | 2 543      | 0,01 %  |
| Chinois             | 2 243      | 0,01 %  | 2 017      | 0,01 %  |
| Arméniens           | 1 780      | 0,01 %  | 1 361      | 0,01 %  |
| Csángós             | 1 266      | 0,01 %  | 1 536      | 0,01 %  |
| Macédoniens         | -          | -       | 1 264      | 0,01 %  |
| Autres              | 16 850     | 0,07 %  | 18 524     | 0,09 %  |
| Ethnie non déclarée | 1 941      | 0,01 %  | 1 236 810  | 6,15 %  |

1. ↑  Y compris les Aroumains.
2. ↑  Y compris les Sicules.
3. ↑  Y compris les Ruthènes et Houtsoules.
4. ↑  Y compris les Lipovènes.
5. ↑  Y compris les Carashovènes.

## Religions
Le recensement de 2011 comportait une case « tradition religieuse », mais si les athées et les sans religion déclarés sont peu nombreux, cela ne signifie pas que tous ceux qui ont déclaré une tradition soient pratiquants réguliers ou même croyants ; en fait, la pratique est forte surtout dans les petites confessions et, pour la confession majoritaire, lors des grandes fêtes traditionnelles telles que baptêmes, mariages, enterrements, Pâques et Noël :
- orthodoxes : 81,0 %
- catholiques de rite grec : 2,7 %
- catholiques de rite latin : 2,5 %
- juifs : 1,8 %
- réformés : 2,0 %
- pentecôtistes : 1,4 %
- baptistes : 0,6 %
- musulmans : 0,3 %
- unitariens : 0,3 %
- témoins de Jéhovah : 0,2 %
- évangéliques : 0,2 %
- lipovènes : 0,2 %
- autres : 0,3 %
- sans religion : 0,1 %
- athées : 0,1 %.
- information non-renseignée : 6,3 %

## Migrations

### Immigration
| Pays              | 2015       | 2016       | 2017       | 2018       | 2019       | 2020       | 2021       |
| ----------------- | ---------- | ---------- | ---------- | ---------- | ---------- | ---------- | ---------- |
| Population totale | 19 870 647 | 19 760 314 | 19 644 350 | 19 530 631 | 19 414 458 | 19 328 838 | 19 201 662 |
| Roumanie          | 19 781 848 | 19 653 079 | 19 529 823 | 19 419 108 | 19 293 182 | 19 188 760 | 19 057 045 |
| Total étrangers   | 88 771     | 107 187    | 114 462    | 111 411    | 121 099    | 139 775    | 144 540    |
| Italie            | 10 279     | 14 612     | 14 912     | 14 867     | 15 185     | 15 310     | 15 310     |
| Moldavie          | 9 409      | 9 333      | 9 250      | 8 313      | 9 346      | 11 698     | 12 779     |
| Turquie           | 8 436      | 8 440      | 8 350      | 7 091      | 7 636      | 9 350      | 10 635     |
| France            | 3 686      | 5 239      | 6 297      | 7 021      | 7 683      | 8 061      | 7 958      |
| Chine             | 7 045      | 7 296      | 7 477      | 6 557      | 6 847      | 7 905      | 7 453      |
| Allemagne         | 3 352      | 4 765      | 5 596      | 5 997      | 6 571      | 7 005      | 7 005      |
| Syrie             | 3 963      | 4 461      | 4 771      | 4 330      | 4 786      | 4 919      | 5 191      |
| Hongrie           | 2 841      | 4 040      | 4 521      | 4 457      | 4 446      | 4 491      | 4 558      |
| Grèce             | 1 817      | 2 581      | 3 091      | 3 317      | 3 606      | 3 920      | 3 959      |
| Royaume-Uni       | 1 621      | 2 303      | 2 344      | 2 423      | 2 471      | 3 491      | 3 818      |
| Viêt Nam          | 828        | 801        | 609        | 952        | 2 091      | 4 448      | 3 480      |
| Bulgarie          | 1 561      | 2 223      | 2 324      | 2 694      | 2 814      | 3 017      | 2 927      |
| Israël            | 1 744      | 2 459      | 2 852      | 2 844      | 3 073      | 3 054      | 2 712      |
| Pologne           | 1 483      | 2 105      | 2 365      | 2 599      | 2 791      | 2 596      | 2 628      |
| Népal             | 76         | 77         | 110        | 108        | 422        | 1 799      | 2 583      |
| Inde              | 707        | 781        | 765        | 720        | 845        | 1 866      | 2 567      |
| Sri Lanka         | 46         | 112        | 172        | 171        | 361        | 1 845      | 2 335      |
| Espagne           | 1 615      | 2 295      | 2 278      | 2 256      | 2 278      | 2 286      | 2 319      |
| Ukraine           | 1 504      | 1 771      | 1 815      | 1 444      | 1 619      | 2 057      | 2 172      |
| Pays-Bas          | 1 002      | 1 422      | 1 678      | 1 847      | 2 007      | 2 122      | 2 135      |
| Autriche          | 1 162      | 1 651      | 1 895      | 1 888      | 2 000      | 1 994      | 1 998      |
| Irak              | 1 751      | 2 152      | 2 585      | 2 303      | 2 384      | 2 321      | 1 996      |
| États-Unis        | 1 921      | 1 984      | 1 943      | 1 667      | 1 848      | 2 000      | 1 984      |
| Serbie            | 1 560      | 1 706      | 1 743      | 1 519      | 1 661      | 1 944      | 1 864      |
| Portugal          | 696        | 986        | 1 214      | 1 428      | 1 501      | 1 635      | 1 675      |
| Maroc             | 959        | 1 193      | 1 313      | 1 262      | 1 312      | 1 492      | 1 640      |
| Suède             | 681        | 967        | 1 141      | 1 246      | 1 360      | 1 523      | 1 639      |
| Philippines       | 617        | 719        | 785        | 784        | 780        | 1 391      | 1 498      |
| Liban             | 1 283      | 1 300      | 1 332      | 1 185      | 1 235      | 1 358      | 1 388      |
| Iran              | 1 140      | 1 162      | 1 141      | 1 037      | 1 123      | 1 226      | 1 225      |
| Tunisie           | 1 391      | 1 682      | 1 688      | 1 402      | 1 322      | 1 225      | 1 102      |
| Belgique          | 488        | 694        | 810        | 898        | 985        | 1 065      | 1 081      |
| Égypte            |            |            |            |            | 807        | 907        | 1 070      |
| Jordanie          | 895        | 934        | 981        | 938        | 933        | 1 061      | 1 069      |
| Albanie           | 807        | 908        | 912        | 908        | 910        | 1 046      | 1 052      |

|                                    | 2008       | 2013       | 2015       | 2016       | 2017       | 2018       | 2019       | 2020       | 2021       | 2023       | 2024       |
| ---------------------------------- | ---------- | ---------- | ---------- | ---------- | ---------- | ---------- | ---------- | ---------- | ---------- | ---------- | ---------- |
| Population totale de la Roumanie   | 21 528 627 | 20 020 074 | 19 870 647 | 19 760 314 | 19 644 350 | 19 530 631 | 19 414 458 | 19 328 838 | 19 201 662 | 19 054 548 | 19 067 576 |
| Roumanie                           | 21 385 774 | 19 826 852 | 19 580 034 | 19 400 692 | 19 214 480 | 19 013 651 | 18 792 958 | 18 596 424 | 18 502 677 | 18 507 616 | 18 479 126 |
| Population totale née à l'étranger |            | 182 939    | 281 048    | 350 753    | 421 801    | 508 625    | 611 627    | 723 913    | 688 697    | 529 974    | 588 176    |
| Ukraine                            | 13 252     | 8 743      | 11 900     | 14 056     | 16 729     | 24 570     | 37 600     | 47 614     | 41 791     | 132 966    | 136 969    |
| Moldavie                           | 39 551     | 59 670     | 114 654    | 137 550    | 161 846    | 199 703    | 247 326    | 302 001    | 276 973    | 103 546    | 113 414    |
| Italie                             | 5 882      | 22 486     | 38 580     | 49 038     | 56 515     | 62 914     | 69 151     | 72 473     | 75 493     | 69 124     | 71 310     |
| Espagne                            | 2 986      | 18 827     | 29 937     | 36 791     | 42 165     | 47 311     | 53 638     | 59 978     | 60 345     | 57 828     | 62 975     |
| Royaume-Uni                        |            |            |            |            |            |            |            |            | 35 887     | 26 102     | 30 583     |
| Allemagne                          | 2 600      | 3 759      | 6 552      | 10 715     | 15 121     | 20 168     | 26 444     | 34 071     | 34 692     | 20 250     | 25 233     |
| France                             | 1 334      | 3 780      | 6 471      | 9 430      | 12 589     | 15 867     | 18 865     | 21 960     | 23 012     | 12 757     | 14 798     |
| Népal                              |            |            |            |            |            | 180        | 588        | 2 136      | 1 410      | 6 721      | 13 340     |
| Sri Lanka                          |            |            |            |            |            | 340        | 649        | 2 195      | 1 079      | 4 752      | 10 943     |
| Hongrie                            | 5 766      | 5 795      | 6 420      | 7 181      | 8 184      | 8 648      | 9 097      | 9 560      | 9 501      | 8 167      | 8 559      |
| Syrie                              | 7 489      | 2 295      | 2 576      | 2 833      | 3 492      | 3 358      | 2 722      | 3 191      | 1 688      | 5 506      | 8 349      |
| Grèce                              | 4 881      | 4 085      | 4 653      | 5 587      | 6 494      | 6 864      | 7 334      | 7 829      | 7 575      | 6 485      | 6 461      |
| Belgique                           | 534        |            | 1 102      | 1 924      | 2 650      | 3 269      | 3 984      | 4 970      | 5 630      | 5 341      | 5 697      |
| Turquie                            | 2 934      | 5 057      |            | 6 733      | 7 986      | 7 901      | 7 983      | 9 230      | 8 487      | 6 844      | 5 633      |
| Inde                               |            |            |            |            |            | 421        | 473        | 1 572      | 1 226      | 2 467      | 4 823      |
| Bulgarie                           | 19 376     | 11 163     | 10 465     | 10 874     | 10 646     | 10 543     | 10 272     | 10 029     | 9 740      | 4 701      | 4 364      |
| Bangladesh                         |            |            |            |            |            |            |            |            |            | 2 566      | 4 170      |
| Russie                             | 7 626      | 4 952      | 5 269      | 5 572      | 6 063      | 7 189      | 8 332      | 9 308      | 8 838      | 3 438      | 4 142      |
| États-Unis                         | 2 066      | 2 360      | 2 876      | 3 479      | 4 428      | 4 888      | 5 407      | 5 771      | 5 615      | 3 744      | 4 115      |
| Autriche                           |            | 121        | 509        | 1 191      | 1 934      | 2 084      | 2 847      | 3 767      | 3 604      | 3 931      | 3 766      |
| Irlande                            |            | 22         | 657        | 1 285      | 1 876      | 2 632      | 3 269      | 3 829      | 3 981      | 2 932      | 3 247      |
| Portugal                           |            |            |            | 929        | 1 338      | 1 771      | 2 108      | 2 369      | 2 240      | 2 718      | 2 730      |
| Pakistan                           |            |            |            |            |            |            |            |            |            | 1 617      | 2 309      |
| Somalie                            |            |            |            |            |            |            |            |            |            | 657        | 2 116      |
| Égypte                             |            |            |            |            |            |            |            |            |            | 1 316      | 2 043      |
| Pays-Bas                           |            |            | 198        | 534        | 890        | 1 195      | 1 565      | 1 921      | 1 901      | 1 660      | 1 784      |
| Irak                               |            |            |            |            |            |            |            |            |            | 1 621      | 1 701      |
| Liban                              |            |            |            |            |            |            |            |            |            | 1 617      | 1 615      |
| Israël                             | 866        | 1 665      | 1 837      | 2 113      | 2 936      | 3 660      | 4 251      | 4 718      | 4 095      | 1 561      | 1 492      |
| Danemark                           |            |            | 263        | 554        | 771        | 1 034      | 1 736      | 2 246      | 1 928      | 1 258      | 1 477      |
| Maroc                              |            |            |            | 386        | 681        | 878        | 1 098      | 1 343      | 1 243      | 1 964      | 1 339      |
| Chypre                             |            |            | 307        | 634        | 833        | 1 001      | 1 326      | 1 508      | 1 702      | 1 184      | 1 187      |
| Philippines                        |            |            |            |            |            |            |            |            |            | 872        | 1 180      |
| Iran                               | 989        | 1 114      | 1 261      | 1 342      | 1 464      | 1 346      | 1 315      | 1 410      | 1 263      | 1 088      | 1 171      |
| Suisse                             |            |            |            |            |            |            |            |            |            | 856        | 1 068      |
| Canada                             |            |            |            |            |            |            |            |            |            | 1 058      | 1 036      |